# Auro-3D
Auro-3D je 3D audio formát belgické firmy Auro Technologies. Společnost uvedla na trh řadu formátů určených pro komerční a domácí kina, videohry, auta, mobilní zařízení a další.

## Historie
Koncept Auro-3D byl vyvinutý Wilfriedem Van Baelen, předsedou a zakladatelem společností Galaxy Studios & Auro Technologies, v roce 2005. Vznikl z iniciativy Toma Hapke, německého producenta, který chtěl využít pro zápis hudby audio formát 2+2+2, neboli čtyřkanálové nahrávání zvuku s 2 dodatečnými kanály umístěnými na vyšších pozicích. Podobná konfigurace byla běžná pro klasickou hudbu, ale účel spočíval v nahrávání popové hudby. Jako základ byla použita konfigurace kanálů 5.1. Postupné dodání kanálů vedlo k objevení nového formátu, který nabízel unikátní poslechový zážitek, který se výrazně lišil od běžného 2D zvuku.
Výsledkem objevu bylo zrození formátu Auro 9.1, který byl následně veřejně prezentován během workshopů na AES Convention v Paříži a San Franciscu.
V roce 2010 Auro Technologies přišla s novými kinematografickými formáty Auro 11.1 a 13.1, Auro Kodek a Auro Creative Tools na AES Spatial Audio konferenci v Tokiu. V dalším roce Auro 11.1 se poprvé použilo v kinech.

## Koncept

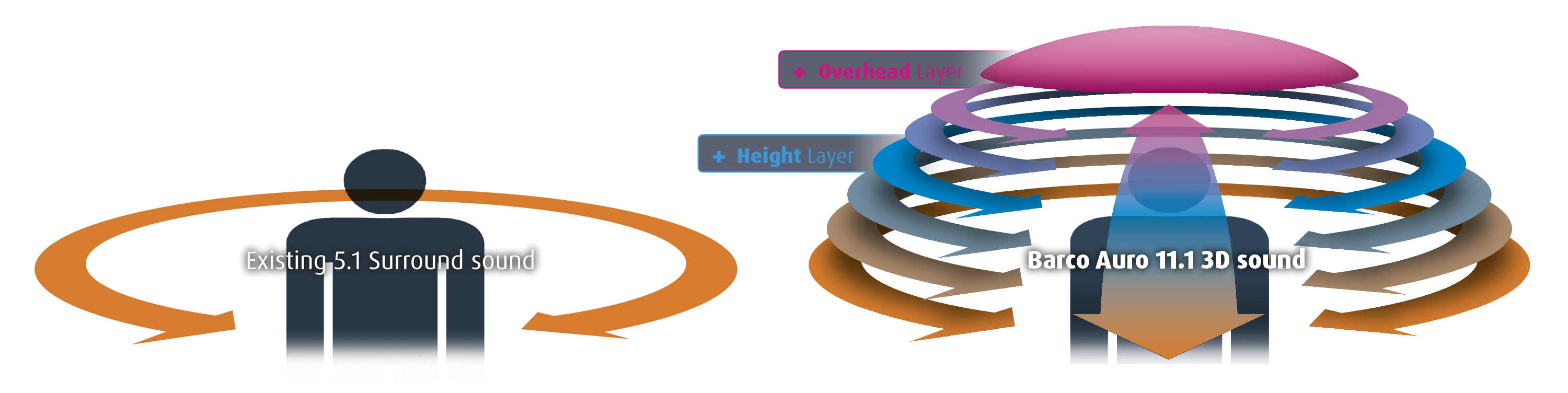
Princip trojrozměrného zvuku Auro-3D

Pro dosažení efektu plné zvukové imerze, dodávají Auro formáty ke klasickému prostorovému 2D zvuku další vrstvu reproduktorů a jeden stropní reproduktor, které dohromady tvoří zvukovou hemisféru kolem objektu. Zavedení výšky se stalo klíčovým prvkem pro dosažení co nejpřirozenějšího zvuku.
První (spodní) vrstvu tvoří klasický prostorový zvuk 5.1 či 7.1. Dále na něj navazuje druhá vrstva reproduktorů (uspořádají se v výšce 30° nad spodní vrstvou). Stropní reproduktor, tzv. Voice Of God (Hlas boží), se nachází přímo nad posluchačem a zesiluje vnímání výšky (létající objekty, povětrnostní jevy).

## Creative Tool Suite a Auro-3D Engine
Creative Tool Suite je systém plug-inů vyrobený společností Auro Technologies pro práci s 3D audio soubory. Zahrnuje v sobě Auro-Kodek kodér/dekodér plug-iny, Auro-Matic Pro Upmixer plug-in a Auro-Panner plug-in, které jsou dostupné i jako AAX plug-iny pro Pro Tools 11.
Auro-3D Engine pomocí Auro-Kodeku rozpoznává mono, stereo a prostorový zvuk 5.1, a následně je pomocí algoritmu Auro-Matic konvertuje na Auro-3D formát.

## Audio formáty
Pro menší místnosti, jako jsou domácí kina, jsou formáty Auro 9.1 (5.1 prostorový zvuk a 4 výškové kanály) a 10.1 (3 vrstvy: 5.1 prostorový zvuk, 4 výškové kanály a 1 VOG).
Pro větší místnosti jako jsou kinosály jsou formáty Auro 11.1 (5.1 prostorový zvuk, 5 výškové kanály a 1 VOG) a 13.1 (7.1 prostorový zvuk, 5 výškové kanály a 1 VOG).